# Аббеи де Сито
Аббеи́-де-Сито́ (фр. Abbaye de Citeaux) — французский полумягкий сыр из коровьего молока.
Сыр также известен под своим другим названием — Трапп де Сито (фр. Trappe de Cîteaux). Близкий родственник сыра Реблошон.

## История
Сыр производится в Аббатстве Святого Николая с 1925 года. Каждый год из молока от 70 коров породы Монбельярд, производится около 60 тонн этого сыра. Большая часть произведённого сыра реализуется на местном рынке.

## Изготовление
Для приготовления сыра используется непастеризованное молоко коров породы Монбельярд. Сыр созревает в течение двух месяцев, в период созревания сыр регулярно промывают и переворачивают.

## Описание
Головки сыра имеют форму диска диаметром 18 сантиметров, высотой 3,5—4 сантиметра и весом 700 грамм. Головка покрыта гладкой коркой розовато-оранжевого цвета с белым пушистым налётом, под которой находится слегка прессованная однородная гладкая блестящая сливочная мякоть цвета слоновой кости. Мякоть может быть слегка текучей. По всей массе равномерно расположены небольшие глазки
Этот сыр обладает лёгким запахом сырного погреба, сбалансированным букетом, жирной кремообразной текстурой и ярким сладковатым фруктовым вкусом. Употребляется с молодым охлаждённым вином Божоле (фр. Beaujolais) или Бургундским (фр. Bourgogne), обладающим фруктовым букетом и виноградным ароматом.